# Uptown Records
Uptown Records foi uma gravadora estadunidense, fundada em 1986 por Andre Harrell. Ela se tornou uma das gravadoras mais populares de hip hop e R&B no início da década de 1990, com artistas como Guy, Heavy D & The Boyz, Al B. Sure!, Jeff Redd, Christopher Williams, Jodeci, Mary J. Blige, Finesse & Synquis,  Father MC, Monifah, Soul for Real, e Horace Brown.
Suas músicas eram produzidas por Sean Combs, que trouxe também The Notorious B.I.G.. Mas com a demissão de Combs, Notorious saiu também da gravadora. Em 1999, a Uptown foi comprada pela Universal Records e se tornou uma subsidiária da Universal Motown Records Group, mas no momento está inativa.